# Брак мисьяр
Брак мисьяр (араб. نکاح المسيار‎) — форма брачного контракта у мусульман-суннитов. В рамках этого контракта муж и жена могут отказаться от определённых супружеских прав, таких как совместное проживание, право жены на жильё и денежные средства на содержание (нафака), а также право мужа на уборку дома и доступ к нему. Эта практика часто используется в некоторых мусульманских странах для юридического признания поведения, которое в противном случае могло бы рассматриваться как прелюбодеяние.

## Практика
Шейх мечети аль-Азхар Мухаммад Саид Тантави и богослов Юсуф Аль-Кардави отмечают в своих работах и лекциях, что значительная часть тех немногих мужчин, что вступают в брак мисьяр, уже состоят в браке, а женщины либо разведены, либо овдовели, либо вышли за пределы типичного возраста для заключения брака. В 2014 году Arab News сообщила, что «браки мисьяр стали широко распространённой реальностью» в Саудовской Аравии.

## Юридические аспекты
Брак мисьяр должен удовлетворять всем требованиям шариатского брачного контракта, а именно:
- Согласие обеих сторон.
- Двое законных свидетелей (шахидайн).
- Выплата мужем жене махра (приданого) в согласованной сумме[2].
- Отсутствие фиксированного срока действия брачного контракта.
- Любые особые условия (шурут), согласованные обеими сторонами и соответствующие мусульманскому брачному закону.

Однако некоторые суннитские ученые и организации выступают против концепции брака мисьяр в целом.
Согласно мнению саудовского исламского юриста и члена Высшего совета улемов Саудовской Аравии Абдуллы бин Сулеймана бин Мени, жена может в любое удобное для неё время отозвать своё решение об отказе от финансовых прав и потребовать от мужа выполнения всех супружеских обязанностей, включая совместное проживание и обеспечение её финансовых потребностей (нафака). В таком случае муж должен выполнить её требования или предоставить ей развод.
Поэтому профессор Юсуф Аль-Кардави отмечает, что, хотя он не поддерживает этот тип брака, он признает его законность, поскольку он удовлетворяет всем требования обычного брачного контракта. Он высказывает предпочтение тому, чтобы условие об отказе не включалось в брачный контракт, а было предметом устного соглашения между сторонами, так как мусульмане считают свои обещания, письменные или устные, обязательными к выполнению.
В последние годы исламские улемы в Саудовской Аравии признали контракты мисьяр «юридически действительными».

## Критика
Некоторые авторы считают, что мисьяр можно сравнить с мутъа (временным браком) и утверждают, что его единственная цель — «сексуальное удовлетворение в законной форме». По мнению Флориана Пола, доцента кафедры религии в Оксфордском колледже Университета Эмори, брак мисьяр является спорным вопросом в мусульманском мире, так как многие считают его практикой, поощряющей браки исключительно ради сексуального удовлетворения, или же использующейся как прикрытие для формы проституции.